# Рогенгофер, Алоизий
Алоизий Рогенгофер (Alois Friedrich Rogenhofer; 22 декабря 1831, Вена — 15 января 1897, Вена) — австрийский энтомолог.

## Биография
Состоял хранителем при Венском естественно-историческом музее, работал над морфологией и систематикой чешуекрылых насекомых. Из числа научных трудов Рогенгофера внимания заслуживают следующие: «Afrikanische Schmetterlinge des К. К. naturhistor. Hofmuseums» («Ann. Wien. Hofm.», IV и VI); «Ueber die taschenförmigen Hinterleibsanhänge der weiblichen Smetterlinge der Acraeiden» («Verh. zool.-bot. Ges.», 1892) и др. В капитальном труде Венской академии «Novara-Expedition» Рогенгофер обработал чешуекрылых.
Ему помогал страстный коллекционер Йозеф Манн (1804—1889), который продолжал снабжать музей своими коллекциями. Сам Манн описал многие виды бабочек и особенно специализировался на Microlepidoptera.